# Phare du quai Valin
Pour les articles homonymes, voir Valin.
Le phare du quai Valin au fond du Vieux-Port de La Rochelle est un phare d'alignement.
Il est situé au bord du bassin des yachts, l'un des trois bassins qui forme le port historique de la ville, dont le chenal est délimité par la tour de la Chaîne et la tour Saint-Nicolas.
Le phare du quai Valin (vert) et le phare du Gabut (rouge) sont inscrits au titre des monuments historiques par arrêté du 15 avril 2011.

## Historique
Le premier phare guidant les bateaux jusqu'au Vieux-Port est la tour de la Lanterne. Elle a été construite vers 1363 et marquait l'angle sud-ouest des fortifications de la ville. En 1445, elle est rebâtie, et une lanterne est installée à son sommet en 1468. En 1476, elle est définitivement terminée et prend le nom de tour de la Lanterne.
Faute d'entretien et à la suite du siège de 1627-1628, la lanterne de pierre s'écroule.
En 1852, on construit un alignement de deux phares, l'un est celui du quai Valin, l'autre est celui situé au pied de la tour Saint-Nicolas, derrière la maison des éclusiers, qu'on appelle aujourd'hui le phare du Gabut.
Le phare du quai Valin est équipée d'un feu fixe blanc. Initialement de 18 m de haut, il est surélevé en 1855 pour éviter d'être confondu avec les lumières de la ville.
En 1937, le feu devient un feu blanc à deux occultations toutes les six secondes et il est électrifié.

## Phare actuel
Le phare du quai Valin est une tour octogonale en pierres lisses blanches accolée à la façade d'une maison à deux niveaux avec un toit à la Mansart.
Il est au bord du bassin à flot. Il est automatisé. Non gardienné, il ne se visite pas.
Il est toujours secondé par le feu rouge, de l'autre côté du bassin, proche de la tour Saint-Nicolas.

## Galerie du phare du quai Valin

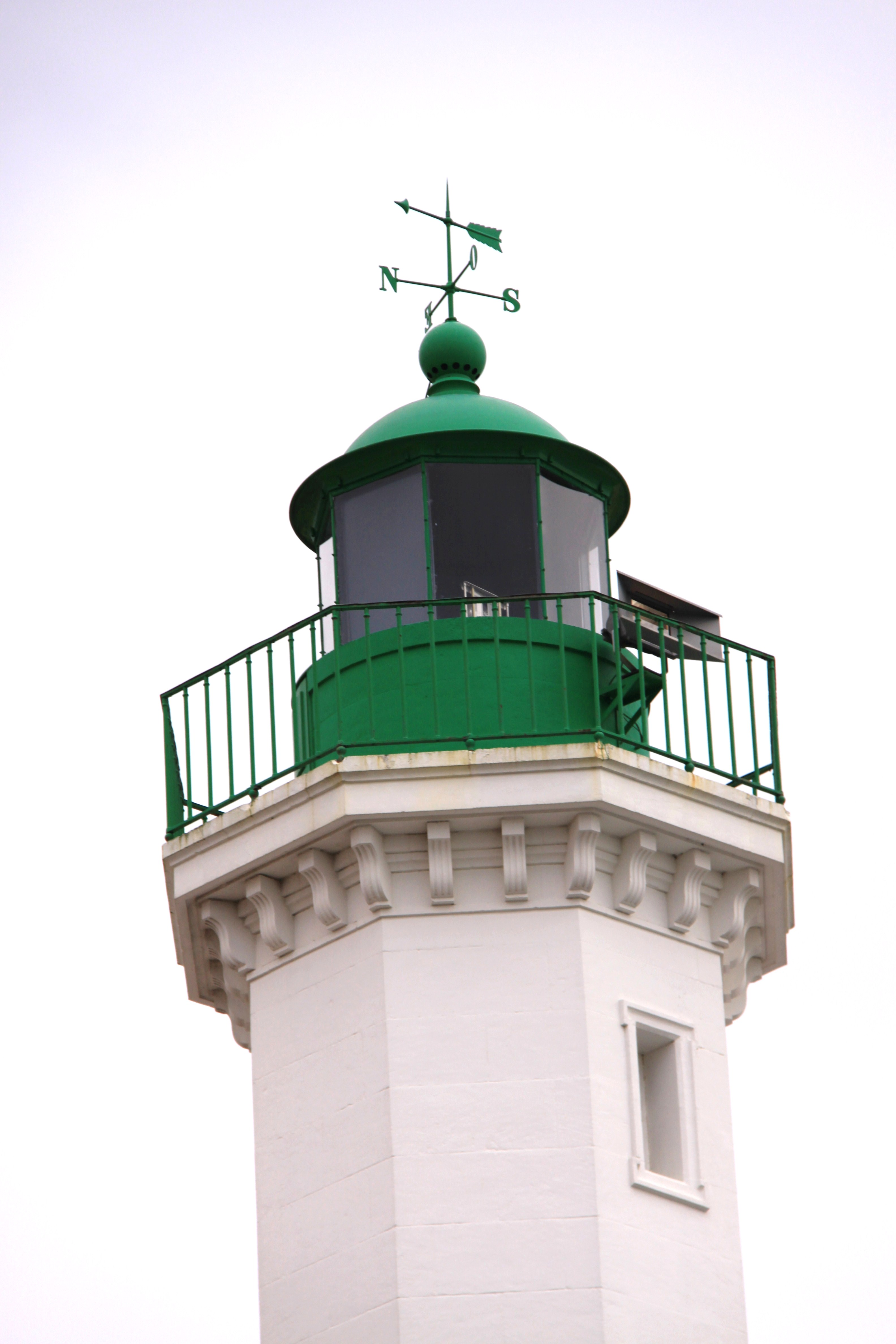
La lanterne du phare du quai Valin.
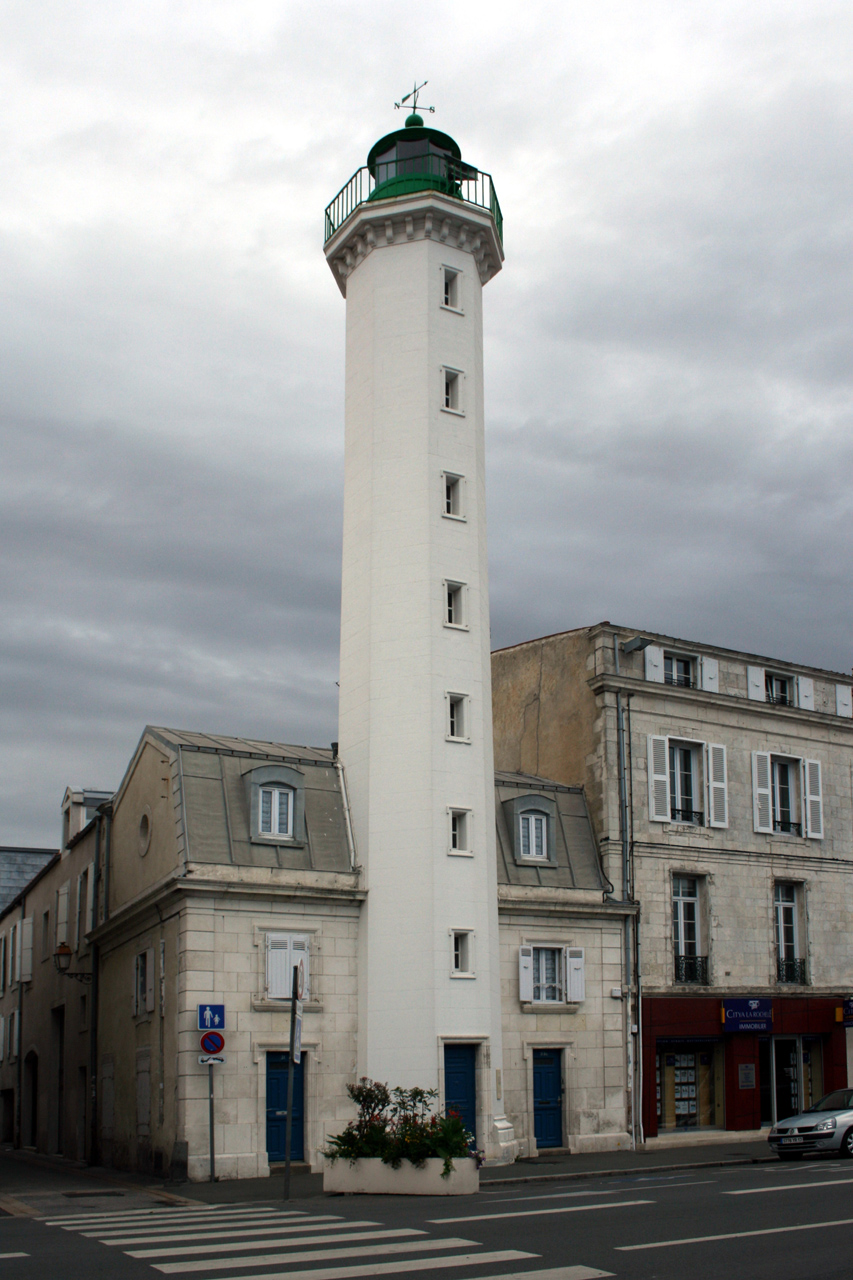
Vue d'ensemble.

## Galerie du phare du Gabut (ou phare de la maison des éclusiers)

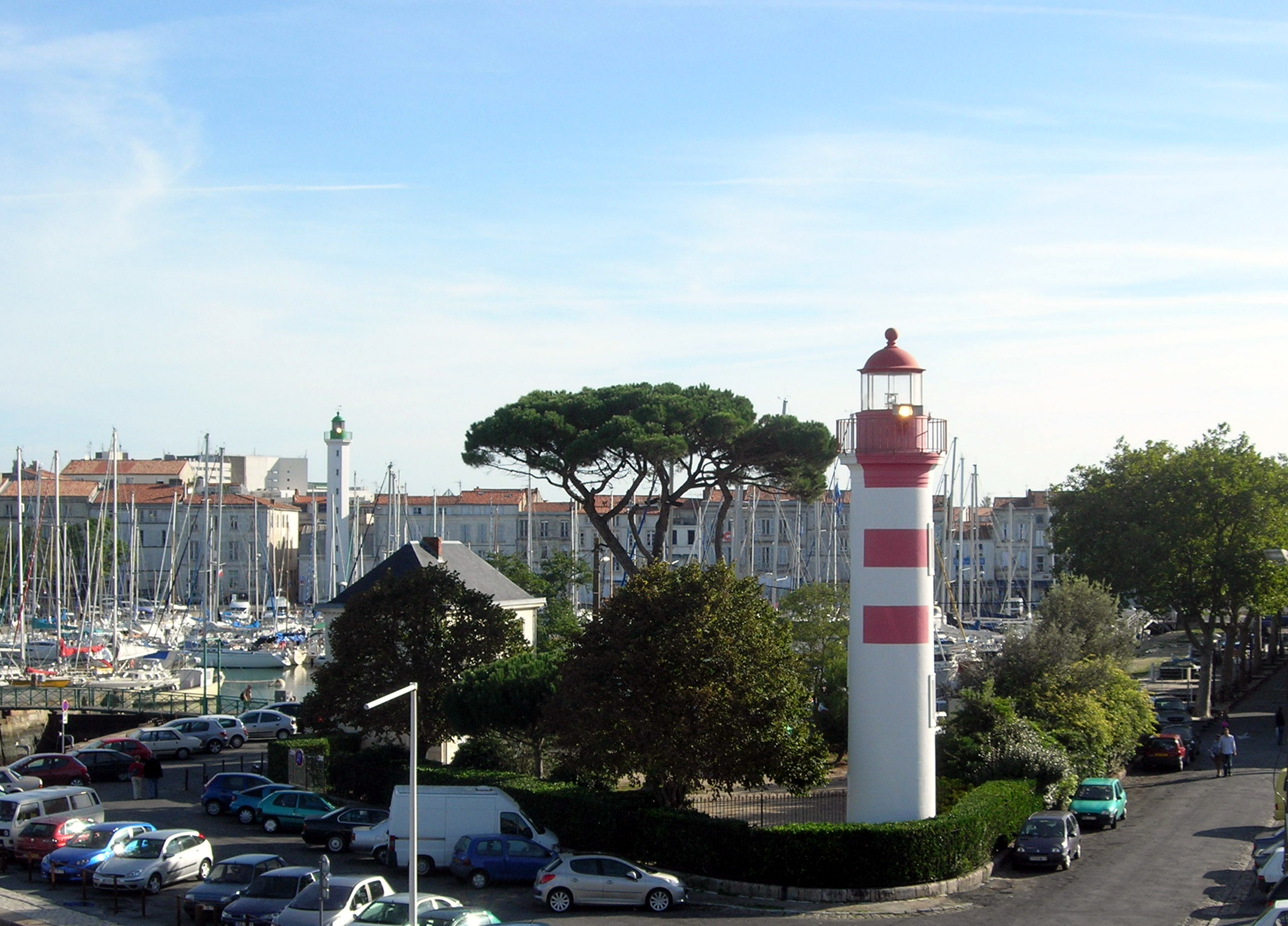
Alignement des phares du Vieux-Port de La Rochelle. Au premier plan, le phare du Gabut et, au second plan, le phare du quai Valin.
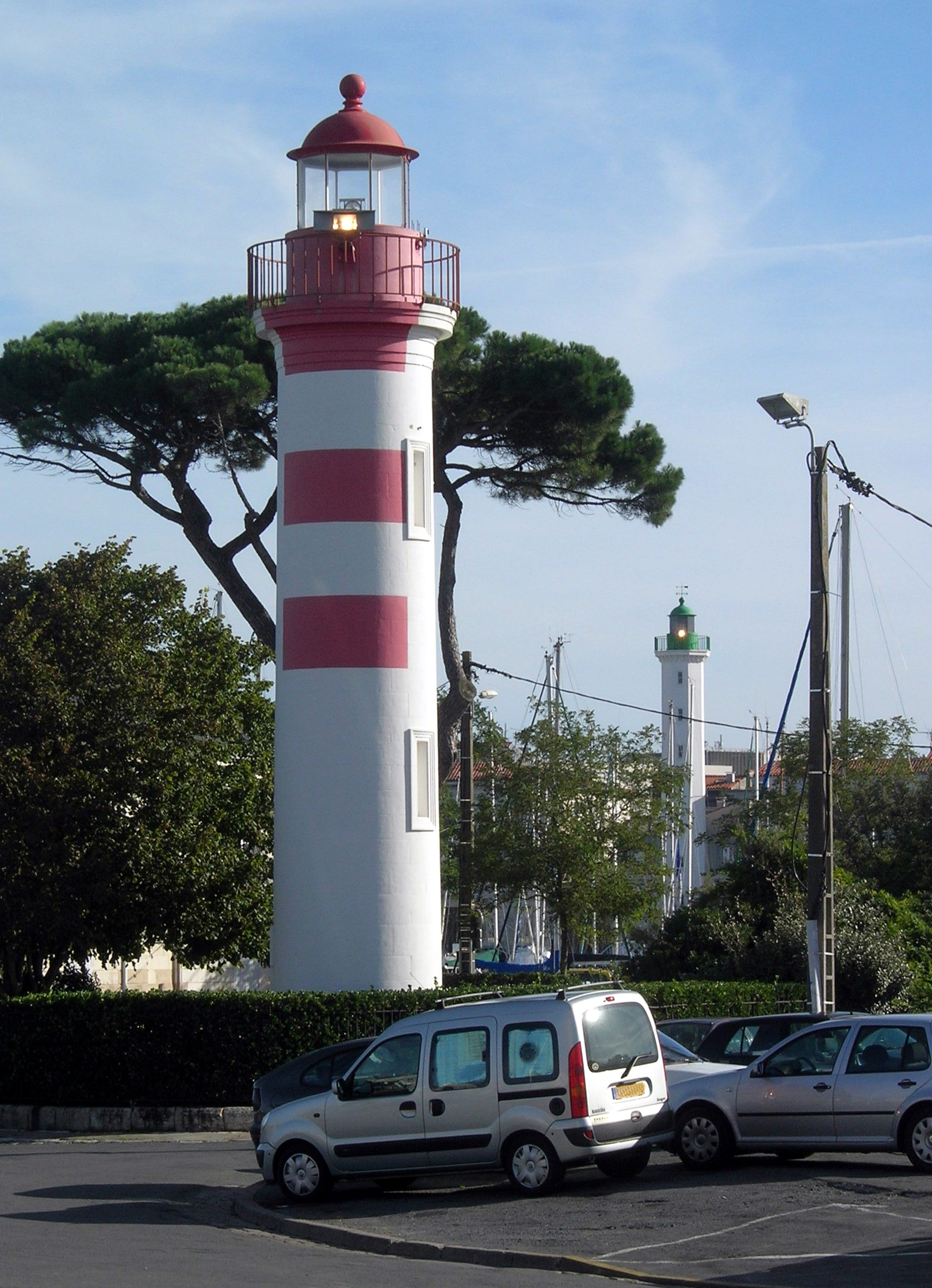
Le phare du Gabut. Au fond, le phare du quai Valin.
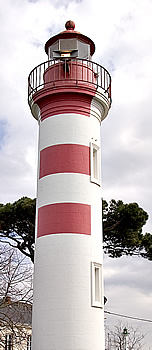
Le phare du Gabut en gros plan.